# Bierné
Bierné is een plaats en voormalige gemeente in het Franse departement Mayenne in de regio Pays de la Loire en telt 664 inwoners (2005). De plaats maakt deel uit van het arrondissement Château-Gontier.

## Geschiedenis
Bierné is op 1 januari 2019 gefuseerd met de gemeenten Argenton-Notre-Dame, Saint-Laurent-des-Mortiers en Saint-Michel-de-Feins tot de gemeente Bierné-les-Villages. 

## Geografie
De oppervlakte van Bierné bedraagt 24,2 km², de bevolkingsdichtheid is 27,4 inwoners per km².
De onderstaande kaart toont de ligging van Bierné met de belangrijkste infrastructuur en aangrenzende gemeenten.

## Demografie
Onderstaande figuur toont het verloop van het inwonertal (bron: INSEE-tellingen).

Argenton-Notre-Dame · Bierné · Saint-Laurent-des-Mortiers · Saint-Michel-de-Feins